# A Trick of the Tail
A Trick of the Tail är ett musikalbum av progrockgruppen Genesis som släpptes i februari 1976. 
Albumet var det första efter att Genesis klassiska sättning (Peter Gabriel, Tony Banks, Steve Hackett, Mike Rutherford och Phil Collins) spruckit i och med att frontmannen och sångaren Peter Gabriel lämnat gruppen. I stället skötte trummisen Phil Collins sången. Många hade räknat ut Genesis utan Peter Gabriel, men albumet blev väl mottaget av såväl kritiker som allmänheten. Det blev #3 på albumlistan i Storbritannien och #31 i USA - gruppens högsta placering där dittills.

## Låtlista
1. "Dance on a Volcano" (Tony Banks, Phil Collins, Steve Hackett, Mike Rutherford) - 5:53
2. "Entangled" (Banks, Hackett) - 6:28
3. "Squonk" (Banks, Rutherford) - 6:27
4. "Mad Man Moon" (Banks) - 7:35
5. "Robbery, Assault and Battery" (Banks, Collins) - 6:15
6. "Ripples" (Banks, Rutherford) - 8:03
7. "A Trick of the Tail" (Banks) - 4:34
8. "Los Endos" (Banks, Collins, Hackett, Rutherford) - 5:46

## Listplaceringar
| Lista (1976)   | Position               |
| -------------- | ---------------------- |
| Finland        | 17                     |
| Frankrike      | 1                      |
| Kanada         | 12 (RPM)               |
| Nederländerna  | 7                      |
| Nya Zeeland    | 4                      |
| Storbritannien | 3 (UK Albums Chart)    |
| Sverige        | 17 (Sverigetopplistan) |
| USA            | 31 (Billboard 200)     |
| Västtyskland   | 43                     |